# 1567 en musique classique
| \| • Retour à la chronologie générale de la musique classique • \| |
| Grèce • Rome • Haut Moyen Âge • VIIIe siècle • IXe siècle • Xe siècle • XIe siècle XIIe siècle • XIIIe siècle • XIVe siècle • XVe siècle • XVIe siècle • XVIIe siècle XVIIIe siècle • XIXe siècle • XXe siècle • XXIe siècle |
| • Retour à la chronologie générale de la musique classique • |

| Années en musique classique : 1564 - 1565 - 1566 - 1567 - 1568 - 1569 - 1570    |
| Décennies en musique classique : 1530 - 1540 - 1550 - 1560 - 1570 - 1580 - 1590 |

## Événements
- Messe du Pape Marcel, composée par Palestrina.
- Fondation de l'Escolania de l'Escorial par Philippe II.

## Naissances

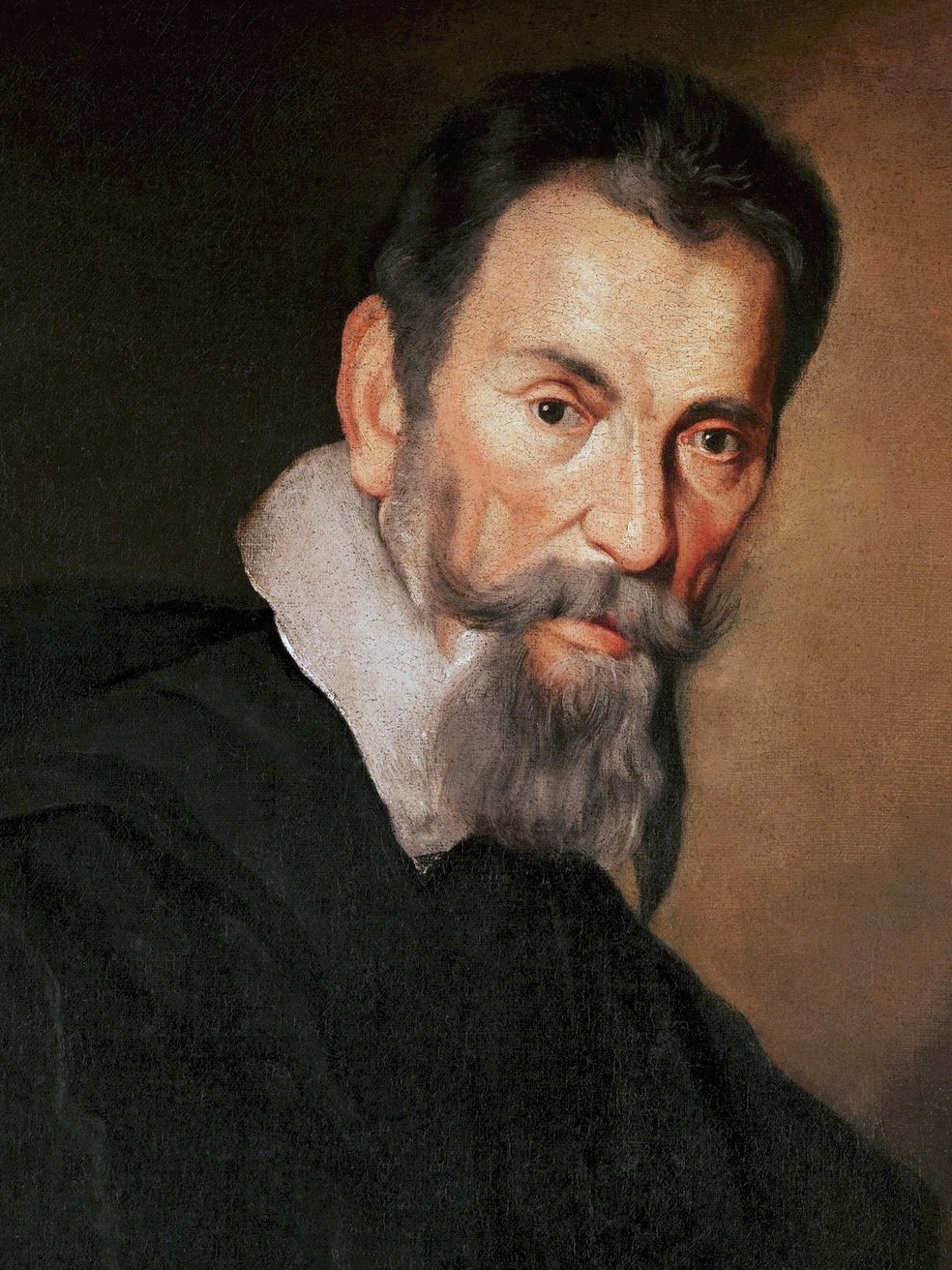
Claudio Monteverdi

- 26 mars : Nicolas Formé, compositeur français († 27 mai 1638).
- 15 mai : Claudio Monteverdi, compositeur italien († 29 novembre 1643).
- 15 décembre : Christoph Demantius, compositeur, théoricien de la musique, écrivain et poète allemand († 20 avril 1643).

Date indéterminée :
- Giovanni Francesco Anerio, compositeur italien, membre de École romaine des compositeurs († 1630).
- Joachim van den Hove, compositeur et luthiste flamand et néerlandais († 1620).

## Décès
- 8 janvier : Jacobus Vaet, compositeur franco-flamand (° 1529).
- 2 mars : Jacquet de Berchem, compositeur franco-flamand (° vers 1505).